# Puntal

Puntal o pluma guarnido simple.

El puntal (pluma) es una pieza cilíndrica alargada, de dimensión y material variable cuya coz o parte inferior, está arraigada a una estructura firme, que no se moverá. En el extremo superior del puntal o penol encontramos el amante y el amantillo. El amantillo es un cabo o cable que se encarga de la inclinación vertical del puntal mientras que el amante es otro cabo o cable que sostiene la carga. A su vez, dos cabos llamados ostas mueven el puntal horizontalmente para poder trasladar la carga de un sitio a otro.
El puntal ha sido durante la historia, el elemento fundamental de carga y descarga a bordo de los barcos mercantes, debido a su bajo mantenimiento y fácil manejo, pero con el paso de los años y la modernización de los métodos de carga y descarga, ha sido progresivamente sustituido por grúas, que necesitan menos personal para su utilización.
- 1 Cable al gancho = Amante
- 2 Cable a la pluma o puntal = Amantillo
- 3 Cable entre penoles = Pajarito
- 5 Motor o güinche de Amante
- 6 Motor o güinche de Amantillo
- 7 Cable de Ostas

Con varios puntales se pueden realizar distintas maniobras y trabajar de distintas maneras. La más usada es el sistema de trabajo "a la americana" que consiste en unir los dos amantes de dos penoles y utilizar solo una osta de cada uno de los dos puntales empleados. Este sistema permite además de una mayor versatilidad en sus movimientos una mayor capacidad de carga por parte de los puntales, pudiendo así izar y arriar cargamentos que con un solo puntal no se pueda.

Puntales guarnidos a la americana
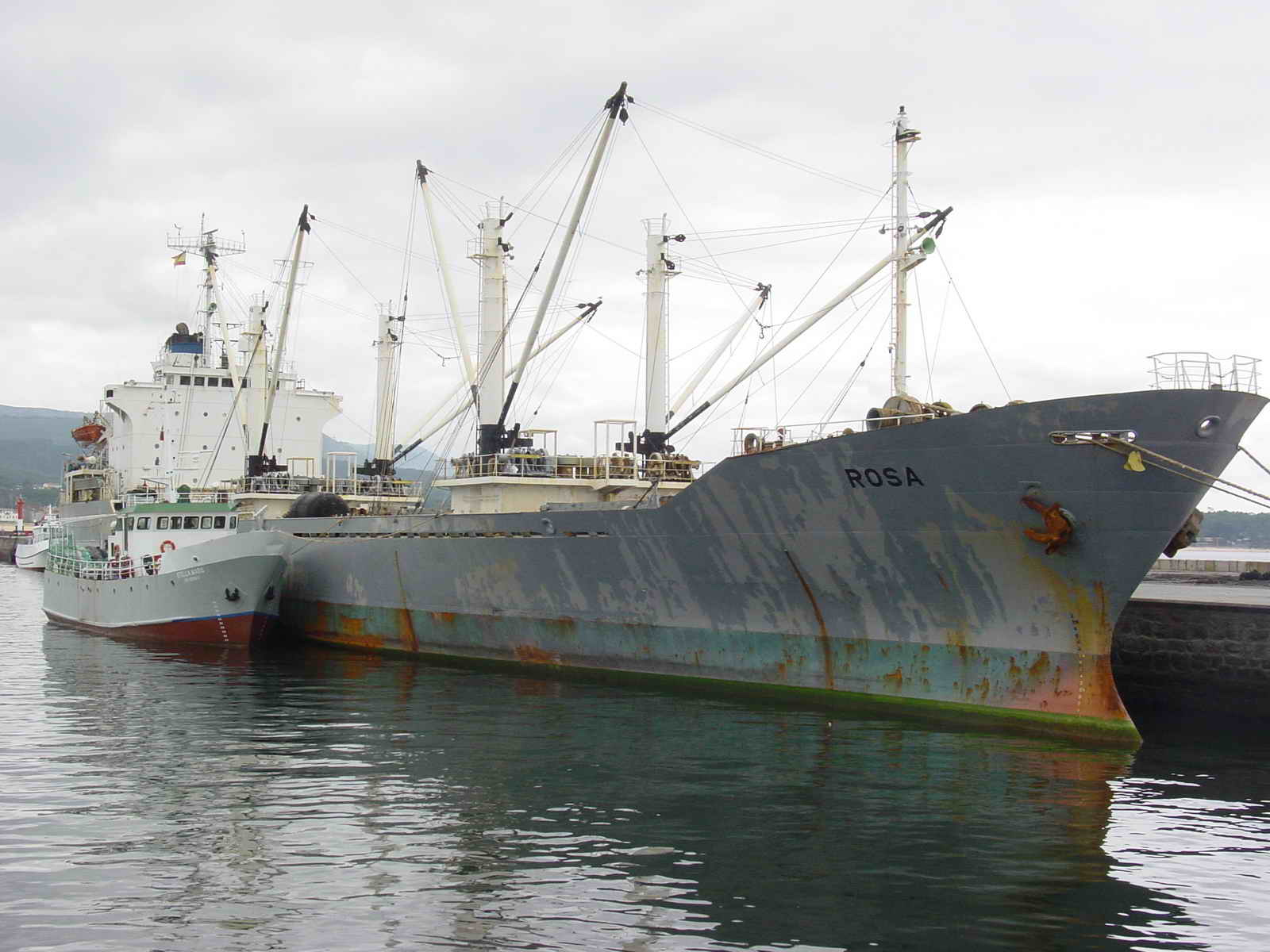
Antiguo buque de carga con puntales